# 片山正樹
片山 正樹（かたやま まさき、1929年3月28日 - 2017年3月6日）は、日本のフランス文学者、翻訳家。関西学院大学名誉教授。

## 略歴
大阪府生まれ。1952年京都大学文学部仏文科卒業、1955年同大学院博士課程中退。1957年関西学院大学文学部仏文科講師、1961年助教授、1969年教授。1997年定年退任、名誉教授。バタイユ、セリーヌなどの翻訳を行った。また、多田智満子や矢川澄子、澁澤龍彦、生田耕作らとともに『未定』誌の同人だった。

## 著書
- 『AB制でフランス語』（朝日出版社） 1995
- 『文法からのフランス語』（白水社） 1987

## 翻訳
- 『恋人よ、幸せな恋人よ』（ヴァレリー・ラルボー、中央公論社、世界の文学52） 1966
- 『黒いユーモア選集』全2巻（アルフォンス・アレー、共訳、国文社） 1968、のち河出文庫 2007
- 『さすらいの女』（コレット、中央公論社、世界の文学） 1969、新版 1994
- 『ドキュマン』（ジョルジュ・バタイユ、二見書房、バタイユ著作集11） 1974
- 『流れのままに』（フィリップ・スーポー、白水社） 1975
- 『ムッシュー・ニコラ』（レチフ・ド・ラ・ブルトンヌ、生田耕作共訳、筑摩書房、筑摩世界文学大系23） 1977
- 『フランス文学道しるべ』（リットン・ストレイチー、筑摩書房、筑摩叢書） 1979
- 『虫けらどもをひねりつぶせ 評論 セリーヌの作品 第10巻』（国書刊行会） 2003

## 参考
- 『フランス文学道しるべ』訳者紹介